# 英國鐵路707型電聯車
英国鐵路707型電聯車是由西门子制造的电力動車組，本來屬於西南列車，目前由西南鐵路公司使用。 总共制造了150辆列车，共30列五卡編組列车，为伦敦滑铁卢站的高峰时间增加了18,000人的載客量。 
将来，此列車會被送去其集團——第一集團的東南鐵路提供额外運力。 

## 历史
2014年9月，西南列车宣布了采购总共30列五卡列车的計劃，以扩大用于运营伦敦滑铁盧的服務。 由於對基礎設施（700型）進行了重大改進，从而使列车可以在西南列車网络的大部分区域运行。 西南列車的車队包括由西门子制造的其他Desiro產品（ 444型和450型）。继泰晤士連線的700型之后，707型是Desiro City在英国的第二款列車。  
第一列于2015年6月开始製造，首辆车于2016年3月完成組裝。 頭兩列707型是带有受电弓及双电压装置，可在交流電有架空電纜的地區運行。这用於2016年5月起在西门子製造廠进行测试的临时安排。 
其余列車僅有接受750V直流電的集電拖，但将来如有需要，所有列車都可以进行改造以用於雙電壓。  第一列列車於2016年12月9日抵達英國。
最初计划于2017年7月投入服务，所有30列列車计划于2017年底交付。  但是，第一列列車于8月17日投入服务，距离西南列車于2017年8月20日被西南铁路接管前三天才投入服務。 
由于现在的租赁成本较低，从2020年12月起，这款列车将被701型替代。   然后轉至東南鐵路繼續使用。  
2020年4月， 東南鐵路已签署了租赁这些列車的協議（因被701型取代而令到有多餘的列車）。  這款是西南列車最後一款列車。  西南列車的時代時，本列車應該是用來取代老舊的普通列車（即車身以紅色為底色的列車），但由於有更便宜的列車選擇，所以才導致列車會轉讓去東南鐵路。 

## 運用
707型主要用于倫敦滑鐵盧站—温莎-伊顿河畔站以及伦敦滑铁卢站—霍恩斯洛—韦布里奇站的服务，从而令到458型重新回到雷丁，也能使450型列車转移到西南鐵路网络上的其他地方。  目的是将这些服务作为10列火车对运行，每條路線都配备707型。 然而，此車也行走金斯顿 ， 温布尔登 ， 埃普索姆 ， 吉尔福德和沃金 。 
707型全數列車都停放於溫布頓車廠 。 

## 塗裝

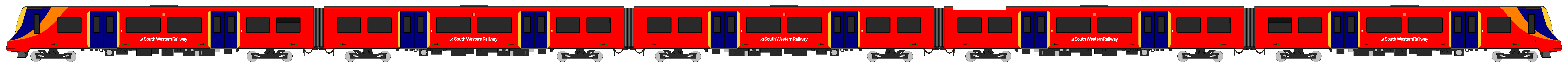

## 列車編組
| 車型  | 擁有公司                        | 產量 | 制造年份       | 每列列車車卡數量 | 編組编号      |
| ----- | ------------------------------- | ---- | -------------- | ---------------- | ------------- |
| 707型 | 西南鐵路公司（2017年8月20日起） | 30   | 2015年～2018年 | 5                | 707001–707030 |